# Secusigiu, Arad
Secusigiu (în maghiară: Székesút, în germană: Sekeschut) este satul de reședință al comunei cu același nume din județul Arad, Banat, România.

## Așezare
Localitatea Secusigiu se află situată în partea de nord-vest a Câmpiei Vingăi, la o distanță de 31 km față de municipiul Arad.

## Istoric
Prima atestare documentară a localității Secusigiu datează din anul 1359. 

## Economia
Economia este axată pe agricultură, în special pe culturile de grâu, porumb, floarea soarelui, orz, sfeclă de zahăr,
cultura tomatelor, a pepenelui verde și galben. Sectorul economic secundar este reprezentat de industria confecțiilor,
respectiv de o secție de tricotaje care oferă locuri de muncă în general pentru femei.

## Turism
- Parcul Natural Lunca Mureșului,
- Rezervația naturală "Prundul Mare",